# Pier Francesco Costa
Pier Francesco Costa (auch Pietro Francesco Costa; * 1544 in Albenga; † 26. Dezember 1625 ebenda) war ein italienischer Geistlicher, päpstlicher Diplomat und Bischof von Savona.

## Leben

### Herkunft und frühe Jahre
Er wurde in eine reiche Adelsfamilie geboren, die aus der Kaufmannschaft hervorgegangen war. Als zweitgeborener Sohn war er für den geistlichen Stand bestimmt, zumal sein Onkel Francesco Costa Abt des Benediktinerklosters auf der Insel Gallinara war. Er erlangte den akademischen Grad eines Doctor iuris utriusque und empfing die Priesterweihe. Als Nachfolger seines Onkels wurde er 1573 Abt des Benediktinerklosters Santi Mario e Martino auf Gallinara. Pier Francesco Costa ging nach Rom, wo er als Referendar an den Gerichtshöfen der Apostolischen Signatur in den Dienst der Kurie trat.

### Mission in Malta
Im November 1583 wurde er als Inquisitor und Apostolischer Delegat in einer heiklen Mission nach Malta entsandt. Der Bischof von Malta, Tomaso Gargallo, war soeben seines Amtes enthoben worden, und Pier Francesco Costa handelte vorsichtig. Er unterstützte das Anliegen des Konvents der Malteserritter, den Bischof von Malta aus ihren eigenen Reihen wählen zu dürfen. Ende März 1585 verließ er Malta.

### Weiterer Lebensweg
Papst Sixtus V. ernannte ihn 1586 zum Majordomus des Päpstlichen Hauses. Am 27. Juli 1587 ernannte derselbe Papst ihn zum Bischof von Savona. Die Inthronisation fand am 21. Dezember desselben Jahres statt. Pier Francesco Costa wurde 1606 zum Nuntius im Herzogtum Savoyen.

## Familie
Sein fast gleichnamiger Neffe Pietro Francesco Costa war ab 1624 Bischof von Albenga, mit jenem wird er mitunter verwechselt.